# Condon (cràter)
Condon és un cràter d'impacte lunar que es troba en la riba oriental del Sinus Successus, una badia situada en el bord nord-est de la Mare Fecunditatis, entre el cràter Apol·loni de major grandària que apareix cap al nord i el més petit Webb al sud de la Mare Fecunditatis. Condon va ser designat prèviament Webb R abans de ser canviat el nom per la UAI.

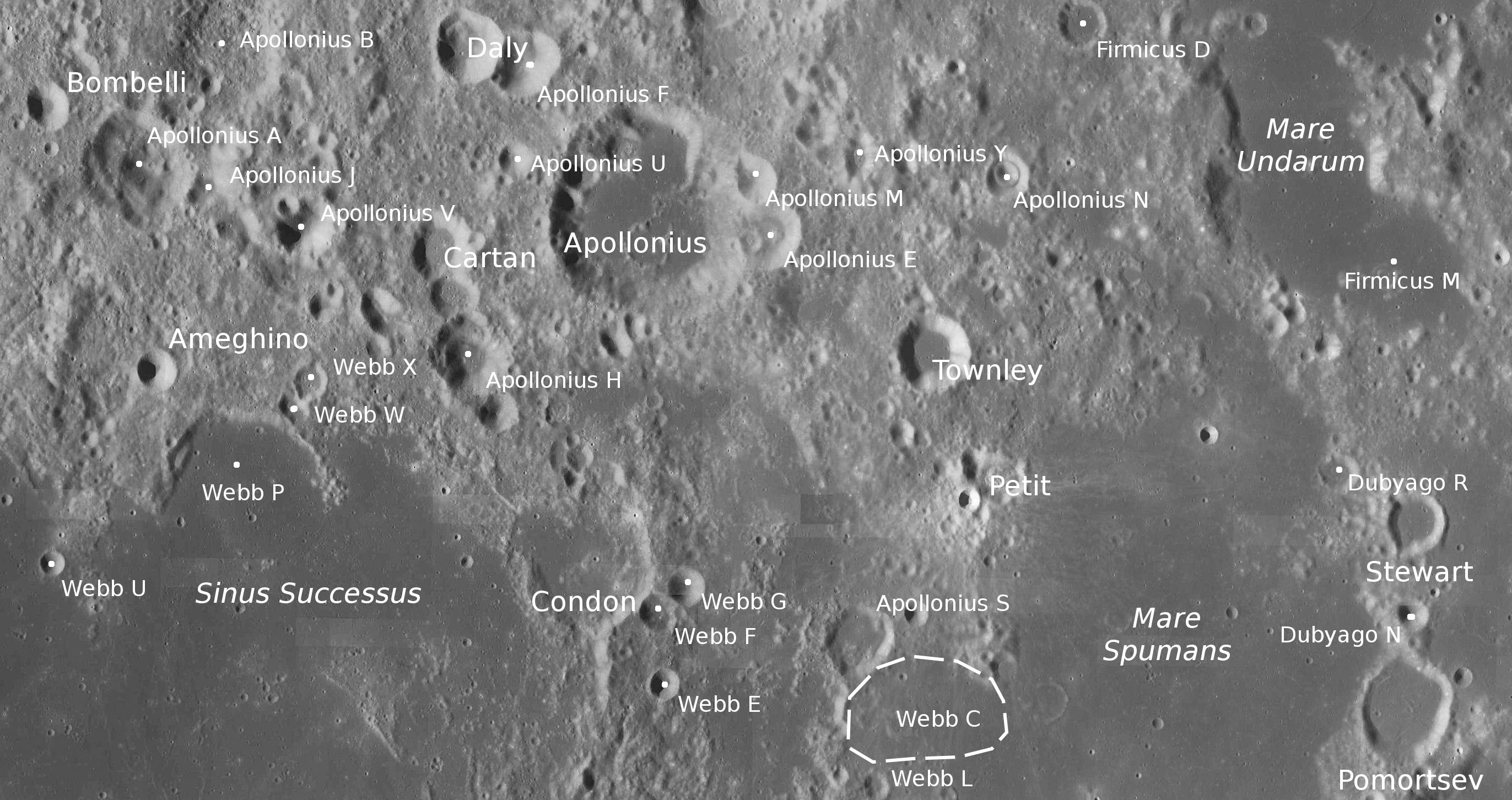
Fotografia de la missió Lunar Reconnaissance Orbiter (centre-a baix)

Apareix com el romanent del cràter original inundat per la lava, amb solo uns segments de la vora que sobreviuen a l'est i a l'oest. Presenta una escletxa en la vora cap al sud i una plataforma més àmplia al nord-oest del cràter. L'interior està gairebé a nivell, marcat solament per unes poques elevacions suaus en la superfície. Així mateix, un parell de petits cràters estan units a l'exterior del bord sud-est.